# 大和哲夫
大和 哲夫（やまと てつお、1921年（大正10年）1月23日 - 1998年（平成10年）8月20日）は、日本の法学者・官僚・公務員。北海学園大学元学長。福岡県遠賀郡戸畑町（現・北九州市）出身。

## 略歴
- 1937年（昭和12年）京都府立京都第三中学校卒業[2]
- 1940年（昭和15年）松江高等学校 (旧制)卒業[3]
- 1942年（昭和17年）京都帝国大学法学部卒業
- 同年 拓務省に入省。その後、大東亜省、外務省の後、1946年（昭和21年）函館新聞社を経て、北海道地方労働委員会、社会保障制度審査事務局（社会保障制度審議会所属）、中央労働委員会などを渡り歩き、1963年（昭和38年）に中央労働委員会文書課長を退職。
- 1963年11月 北海学園大学経済学部教授に就任
- 1964年（昭和39年）4月北海学園大学法学部創設と共に、同法学部教授。
- 1967年（昭和42年）同法学部長。
- 1974年（昭和44年）同就職部長。
- 1980年（昭和55年）11月 北海学園大学学長、学校法人北海学園理事・評議員に就任[4]（～1984年（昭和59年）6月）
- 1992年（平成4年）北海学園大学定年退職。引き続き同法学部教授として嘱託採用[5]。
- 1996年（平成8年）3月 北海学園大学嘱託終了し同退職。北海学園大学名誉教授
- 1998年8月20日に解離性大動脈瘤のために逝去[6]

学内ではこの他、北海学園大学学生部長などを、学外では、北海道地方労働委員会公益委員（1968-1977年）や北海道人事委員会委員（1982-1990年）、公共企業体等労働委員会調停委員など多くの公職を歴任。

## 研究・エピソード
- 専門は労働法で、特に不当労働行為と労働委員会の機能を研究。
- 大和ゼミでは法曹養成の演習講義を行っていた為、越前屋民雄（弁護士）、石田明義（弁護士）のほか、資格試験予備校講師の臼杵裕美（司法書士）も輩出している。
- 退職後に、当時、北海学園大学付属図書館の法律系蔵書が不足していた為、自己の所有する蔵書のほとんどを「大和文庫」という形態で北海学園大学付属図書館に寄贈している。

## 著書
- 石井照久ほか編『総合判例研究業書・労働法 (8)』（分担執筆、有斐閣、1961年）
- 石井照久ほか編『労働法体系4　不当労働行為』（分担執筆、有斐閣、1963年）
- 萩沢清彦ほか共編『命令体系　不当労働行為』（第一法規出版、1967年初版/1985年新版）
- 鈴木忠一ほか監修『行政訴訟2 労働訴訟』（分担執筆、日本評論社、1970年）
- 佐藤香と共著『労働委員会規則（特別法コンメンタール）』（第一法規、1974年）
- 『不当労働行為と労働委員会制度の研究』（第一法規出版、1987年）

など